# Рони Спектър
Вероника Ивет Бенет (на английски: Veronica Yvette Bennett), по известна с артистичния си псевдоним „Рони Спектър“ е американска певица обявена за Лошото Момиче в рок енд рол (на английски: Bad Girl of Rock and Roll) в средите на Поп и Рок музиката. Като водещ вокал на женската вокална група Ронетс (на английски: The Ronettes) Рони Спектър става популярна с поредицата от хитове в началото на 1960-те години на XX век които тя и групата записват в Colpix Records, покорявайки американските и световните хит класации от тези стилове. 

## Биография
Рони Спектър е родена с името Вероника Ивет Бенет. Заедно със сестра си Естел Бенет (1941 – 2009) и братовчедката си Недра Толи са основите членове на женската вокална група Ронетс. Майка и е от индиански произход (Cherokee) а баща и е ирландец. 
Рони Спектър е била женена за Фил Спектър от 1968 г. до 1974 г. и носи неговото име професионално. От този брак тя има три деца: Donté, Louis и Gary Phillip. Днес Рони Спектър живее в района на Данбъри Кънектикът САЩ с втория си съпруг Jonathan Greenfield за когото тя се омъжва през 1982 година. От този брак тя има двама сина: Austin Drew и Jason Charles.

## Кариера

### Ронетс
След осъществяване на няколко сингъла в Colpix Records без успех, Рони Спектър и Ронетс подписват договор с Фил Спектър от Philles Records. Този период им носи успешни хитове в американските класациите. Някои от тях са: „Be My Baby“, „Baby I Love You“, „The Best Part of Breakin Up“, „Do I Love You“, и „Walking in the Rain“. Ронетс има две топ 100 попадения през 1965 г.: „Born to Be Together“ и „Is This What I Get for Loving You“. Групата се разпада в началото на 1967 година след Европейското им концертно турне в Германия, където те забавляват американските военнослужещи.
Ронетс никога не се събират отново, до 2007 г. при въвеждането им в Рокендрол залата на славата. След разпада на Ронетс Фил Спектър съхранява много от не издаваните песни на групата в трезор в продължение на доста години. Този факт дава началото на период на дълга пауза за записи и концерти в кариера на Рони Спектър. 

### Соло
През февруари 1971 г. вече като съпруга на Фил Спектър който е ръководител в Apple Records, Рони Спектър записва сингъла „Try Some, Buy Some/Tandoori Chicken“ в (Abbey Road Studios) във Великобритания и в (Apple 1832) в САЩ. Въпреки че сингълът не става голям хит, нейната песен е използвана две години по-късно за собствена версия на песента на Джордж Харисън, която става и негов хит.
В началото до средата на 1970 г. Рони Спектър (като Рони Спектър и Ронетс) с двама нови членове: Чип Фийлдс и Даян Линтън, прави няколко неуспешни опити за възвръщане на успеха си от преди разпада на групата Ронетс през 1967 г. Рони Спектър записва първия си соло албум през 1980 г., но през 1983 г. тя и другите членове на Ронетс завеждат дело срещу Фил Спектър за неизплатени авторски и лицензионни възнаграждения. В крайна сметка тя печели делото за 3 милиона долара през 2003 г.
През 1986 г. Рони Спектър се радва на медийното си възраждане в радио ефира с хитове като „Take Me Home Tonight“. Музикално видео на песента е един от най-добрите клипове на годината и се излъчва ротационно по MTV. През този период, тя също така записва песента „Tonight You're Mine Baby“ от филма (Just One of the Guys).
През 1988 г. Рони Спектър се явява на коледното парти на BB King Blues Club & Grill в Ню Йорк, а през 1999 г. тя издава албума „She Talks to Rainbows“, в които са включени няколко кавъри на стари парчета, а Joey Ramone като действащ продуцент излизал на сцената с нея.
През 2011 г. след смъртта на Amy Winehouse, Рони Спектър прави кавър версия на „Back to Black“ от (2006) в знак на почит към нея. Тя дарява спечелената сума в полза на „Daytop Village“ центровете за лечение от пристрастяванията. Рони Спектър изпълнява тази песен на живо включително и по време на обиколката си в Обединеното кралство през 2015 година.
През 2016 г. Рони Спектър издава първия си студиен албум от десетилетие насам. В албума са включени версии на нейните песни изпълнявани впоследствие от: the Beatles, Rolling Stones, Yardbirds, Bee Gees и други, произведени от Скот Джейкъби.

## Дискография

### Ронетс
- The Ronettes Featuring Veronica – 1961
- Presenting the Fabulous Ronettes Featuring Veronica – 1965
- The Ronettes Greatest Hits – Volume 1 – 1981
- The Ronettes Greatest Hits – Volume 2 – 1981
- The Best of The Ronettes – 1992

### Соло
- Siren – 1980
- Unfinished Business – 1987
- She Talks to Rainbows EP – 1999
- Something's Gonna Happen – 2003
- Last of the Rock Stars – 2006
- English Heart (album)|English Heart – 2016

## Признание
- През 2004 г. Рони Спектър е приета, заедно с вокалната група, в Зала на славата за приноса ѝ към американската популярна музика.
- През 2007 г. Рони Спектър и Ронетс са въведени в Рок енд рол Залата на славата (Rock and Roll Hall of Fame)